# Gabriel Malleterre
Pierre Marie Gabriel Malleterre, né le 30 avril 1858 à Bergerac (Dordogne) et mort le 26 novembre 1923 à Paris à l'Hôtel des Invalides, était un général français.

## Biographie
Il fait ses études au collège de garçons Sainte-Marie à Saint-André-de-Cubzac de 1869 à 1876. Sorti de cette maison avec ses deux diplômes, il est admis à l'École spéciale militaire de Saint-Cyr en 1878, il opte pour l'arme de l'infanterie ; il participe aux campagnes d'Algérie et de Tunisie entre 1880 et 1885.
Il noue une étroite collaboration avec le colonel Niox, qui se resserra en lien de famille, puisqu'en 1892 il épouse sa fille ainée Charlotte Niox, cofondatrice en 1916 du "Bleuet de France". 
Il exerce les fonctions de professeur à l'école de Saint-Cyr entre 1895 à 1899.
Il débute la guerre comme colonel du 46e régiment d'infanterie de ligne, où il est en fonction depuis 1910.[réf. nécessaire]
Grièvement blessé le 14 septembre 1914 à Vassincourt, il est amputé de la jambe droite. Promu général de brigade en 1915, le mutilé est nommé aux prestigieuses fonctions de directeur du Musée de l'Armée et commandant de l'institution militaire des Invalides. Il exerce cette double fonction jusqu'à son décès. Il est inhumé dans le caveau des gouverneurs de l'hôtel des Invalides.[réf. nécessaire]
Le général Malleterre est l'auteur de plusieurs ouvrages de géographie et d'histoire militaire, concernant principalement la Première Guerre mondiale. Il intègre le Comité de la Société des Gens de Lettres.[réf. nécessaire]
Il prête son concours au Denier des Veuves de la Société des Gens de Lettres, présidée par  Daniel-Lesueur de 1914 à 1921.[réf. nécessaire]
Il enseigne à l'École libre des sciences politiques, où il enseigne les questions stratégiques et militaires.

## Décorations

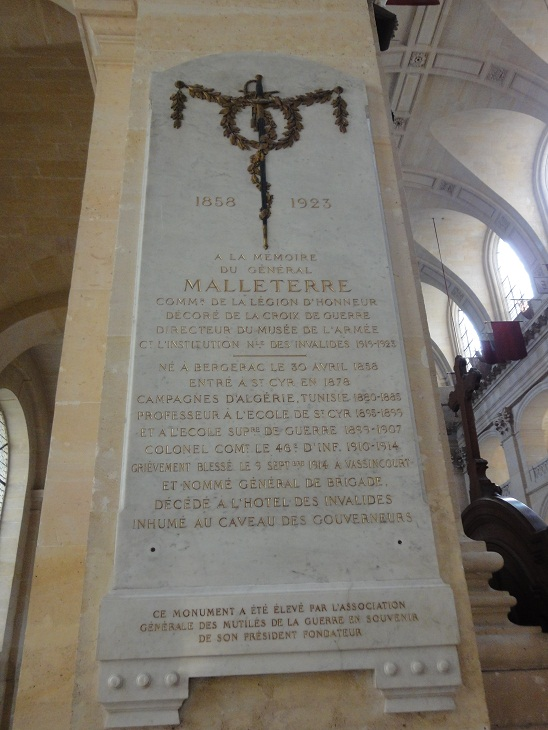
Tombe du général Malleterre à l'hôtel des Invalides.

- Commandeur de la Légion d'honneur (10 juillet 1920)
  -  Officier de la Légion d'honneur (17 septembre 1914)
  -  Chevalier de la Légion d'honneur (14 septembre 1897)
- Croix de guerre 1914-1918

## Sources
- Dossier de Légion d'honneur du général Malleterre.
- Fiche Gabriel Malleterre (erp.malleterre.onac.free.fr/ERP/Malleterre.htm)